# 麥道MD-12
MD-12是由麥克唐納-道格拉斯公司所設計的雙層廣體客機，用作與波音747對抗。MD-12只是設計概念，從未製造原型機和投產。

## 發展
麥道公司有意改良及延伸三發動機飛機MD-11計劃，使之成為一款新式客機。於是麥道公司開始著手研究一款四發動機、雙層客艙及擁有比MD-11更長的機身的飛機。早在60年代，道格拉斯公司已有意發展雙層客機，欲把DC-10擴展成為雙層客機，直至90年代才實行，把該飛機名命為MD-12，而MD-12與今日的A380和波音NLA計劃十分相似，亦比當時的波音747大。MD-12設計時機身長242呎，但在1992年修改至208尺，並預計1995年首飛，1997年投入服務。當時麥道公司計劃MD-12的大型零件會在台灣製造，因為麥道公司預計當時亞洲地區的航空公司會對MD-12下達大量訂單。
儘管MD-12計劃曾一度引起業界注意，尤其是在航空界，但當時市場對MD-12反應冷淡，並沒有任何訂單，而麥道公司也不像波音公司或空中巴士公司般擁有龐大資源去開發大型客機。在1997年麥道公司被波音吞併後，MD-12計劃亦慢慢被遺忘。
雙層客機的研發工作需要投入大量資金及技術，而今日的空中巴士A380飛機與MD-12十分相似，而A380也能夠成功地投入服務，但A380的代價是面臨超支問題和延遲交付飛機。

### MD-XX
隨著MD-12的計畫結束，麥道公司便將注意力集中在300－400人座的MD-11衍生機型。在1996年法恩堡航空展上，提出一項名為MD-XX的計畫，該機有兩種型號，其中為MD-XX和MD-XX LR，MD-XX為較長機身、翼展為64.9米、三艙安排可置375人，全經濟為515人，航程為13,000公里、而MD-XX LR為長程距離版，三艙配置可搭載309人，航程為15,400公里。然而，在1996年10月，麥道公司在董事會上決議終止MD-XX的計畫，原因在於該計畫對於已經雪上加霜的公司財務負擔太大。
最後，在1997年麥道與波音通過一個130億美元的股票交換，併入波音集團。

## 型號
麥道公司曾針對MD-12擬定幾個型號：
- MD-12 HC（High Capacity）高運量規格版
- MD-12 LR（Long Range）長程距離版
- MD-12 ST（Stretch）擴展型
- MD-12 Twin（two engine version）雙發動機版

## 性能

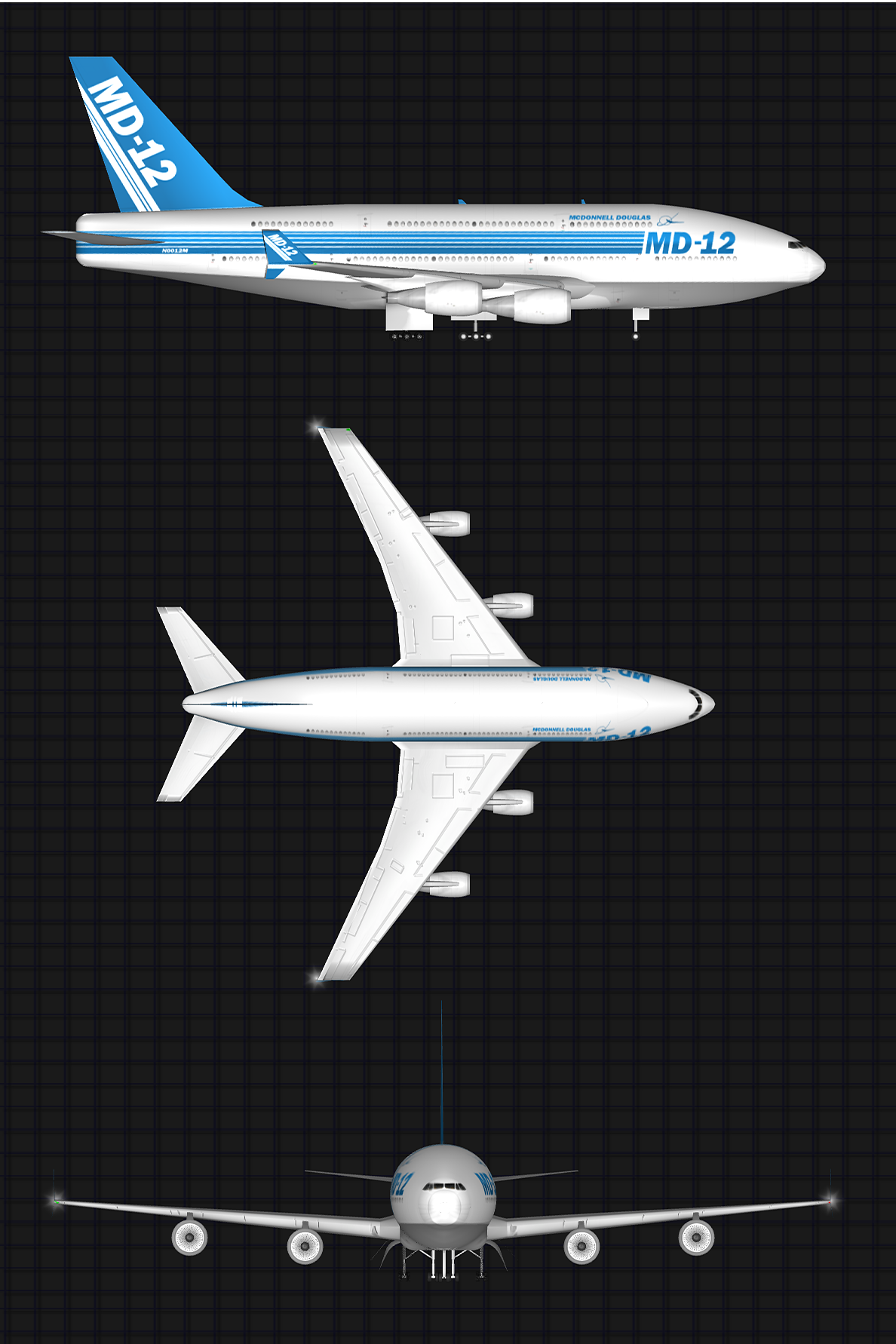
MD-12

参考资料：MDC brochure
基本信息
- 机组：2
- 容量：三級艙可裝載430人，單一艙最多511人

性能